# Африканско еленче
Африканско еленче (Hyemoschus aquaticus) е вид бозайник от семейство Мишевидни елени (Tragulidae).

## Разпространение
Видът е разпространен в Ангола, Габон, Гана, Гвинея, Демократична република Конго, Екваториална Гвинея, Камерун, Демократична република Конго, Република Конго, Кот д'Ивоар, Либерия, Нигерия, Сиера Леоне и Централноафриканска република.
Регионално е изчезнал в Уганда.